# Filmes de 1947 da Allied Artists Pictures
- Em seu primeiro ano de atividade, a Allied Artists lançou um total de 3 filmes: um drama, um policial e uma comédia musical.[1][2]

## Filmes do ano
| Título Original             | Título no Brasil         | Estrelado por  | Dirigido por | Gênero   |
| --------------------------- | ------------------------ | -------------- | ------------ | -------- |
| Black Gold                  | Ouro Negro               | Anthony Quinn  | Phil Karlson | Drama    |
| The Gangster                | O Gângster               | Barry Sullivan | Gordon Wiles | Policial |
| It Happened on Fifth Avenue | Aconteceu na 5a. Avenida | Don DeFore     | Roy Del Ruth | Musical  |

## Premiações
| Filme                       | Categoria                         | Situação |
| --------------------------- | --------------------------------- | -------- |
| It Happened on Fifth Avenue | Oscar de Melhor História Original | Indicado |